# Parroquia José Vidal Marcano
La Parroquia José Vidal Marcano  o simplemente José Vidal Marcano es una de las 8 divisiones administrativas (parroquias civiles) en las que se encuentra organizado el Municipio Tucupita en el norte del Estado Delta Amacuro, al este del país sudamericano de Venezuela.

## Historia
El territorio fue explorado y colonizado por los españoles y formó parte de la Capitanía General de Venezuela desde 1777. En la Venezuela independiente formó parte del Cantón Piacoa entre 1830 y 1856. Entre 1884 y 1991 formó parte del Territorio Federal Delta Amacuro siendo también parte del Distrito Tucupita  y desde 1992 el sector es una de las parroquias del Estado Delta Amacuro. El territorio debe su nombre a José Vidal Marcano quien fue el presidente del Concejo Municipal del Territorio Federal Delta Amacuro en el momento de su establecimiento el 26 de agosto de 1928. Vidal Marcano emigró desde la Isla de Margarita junto con su esposa e inició una familia de 13 hijos en el Delta. Una vez instalado allí dedicó su vida a promover la agricultura, la ganadería y el comercio en la región, falleciendo a los 90 años en Tucupita siendo miembro del concejo municipal hasta su muerte.

## Geografía
El territorio tiene una superficie de 127.000 hectáreas o 1270 kilómetros cuadrados. Dentro de su jurisdicción se encuentra un porción del parque nacional Mariusa. Posee una población de 21542 habitantes según estimaciones de 2018. Su capital es la localidad de  Hacienda del Medio. Limita al norte con el Océano Atlántico (Cerca de la Isla de Trinidad, Trinidad y Tobago), al este con la Parroquia Juan Millán, al oeste con la Parroquia Virgen del Valle y la parroquia San Rafael, y al sur y enclavada dentro de su jurisdicción la parroquia Leonardo Ruiz Pineda.

### Lugares de interés
- Parque Nacional Mariusa
- Caño Tucupita
- Hacienda del Medio